# 周汝登
周汝登（1547年—1629年），字繼元，號海門，人稱“海門先生”，浙江嵊縣人。明朝學者、政治人物。

## 生平
萬曆元年（1573年）癸酉科浙江鄉試第三十一名舉人，五年（1577年）丁丑科二甲二十八名進士。授南京工部主事，在蕪湖時，因不忍橫徵，榷稅不如額，被貶官，謫兩淮鹽運判官，曆兵、吏二部郎官，二十五年（1597年）正月升广东佥事、专管屯田盐法水利，二十七年三月晋雲南左參議。三十四年（1606年）六月起复湖广左参议，三十八年二月起升湖广右参政兼佥事，四十年四月升南京尚寶司卿，四十四年二月升南京太仆寺少卿。
天啓元年（1621年）十一月升南京光禄寺卿，四年正月升通政司通政使，五年三月乞休，令加户部右侍郎衔致仕，年八十三卒，擬謚文昭，賜祭葬如例。

## 著述
据黃宗羲《明儒學案》記載，其師事羅汝芳（近溪），甚至“供近溪像，節日必祭，事之終身”，並將其歸入“泰州學派”，但黃宗羲此記載來源不明。周汝登雖然与泰州學派有較多交往，但他主觀上似乎更自覺繼承王畿（龍谿）的思想，以“無善無惡”爲論學宗旨，因此一般被認為有較深的佛教禪宗思想之烙印，受到了一些明末清初正統儒家學者的嚴厲批判。作爲萬歷時期王學中重要的第二代傳人，周汝登致力於王學的講學活動，萬曆二十年（1592年）曾主盟南京，而与許孚遠發生著名的“九諦九解”之辯論，影響深遠。周汝登著述頗豐，流傳至今的主要有《東越證學錄》、《周海門先生文錄》、《聖學宗傳》、《王門宗旨》、《四書宗旨》、《佛法正輪》（又名《直心編》）等等，并曾編修《嵊邑志》。

## 家族
曾祖周岑，壽官。祖父周河。父周谟，训导。嫡母丁氏，生母黄氏。慈侍下。

## 外部連結
- 海门先生周汝登门人录（页面存档备份，存于） 嵊州新聞網